# 바웨안사슴
바웨안사슴(Axis kuhlii)은 인도네시아 바웨안 섬에서 발견되는 사슴으로 멸종 위급종 중의 하나이다. 수컷의 어깨 높이는 60~70cm 정도로 보고되고 있으며, 수컷은 3개로 갈라지는 가지뿔을 갖고 있다.